# Rheinaufweitung

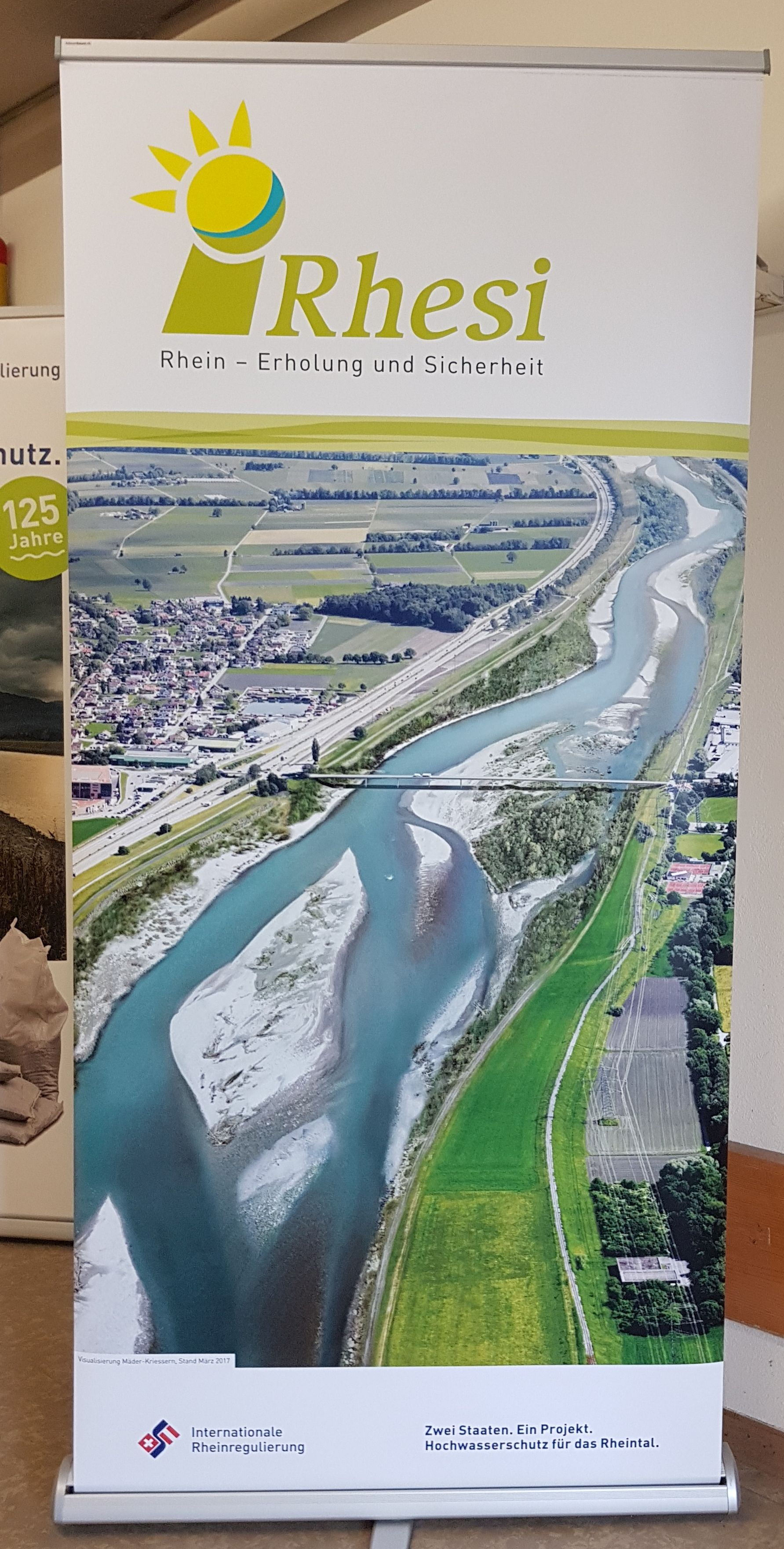
Entwurf mit Flusskurven: links am linken Ufer Kriessern (CH), rechts Mäder, Vbg.

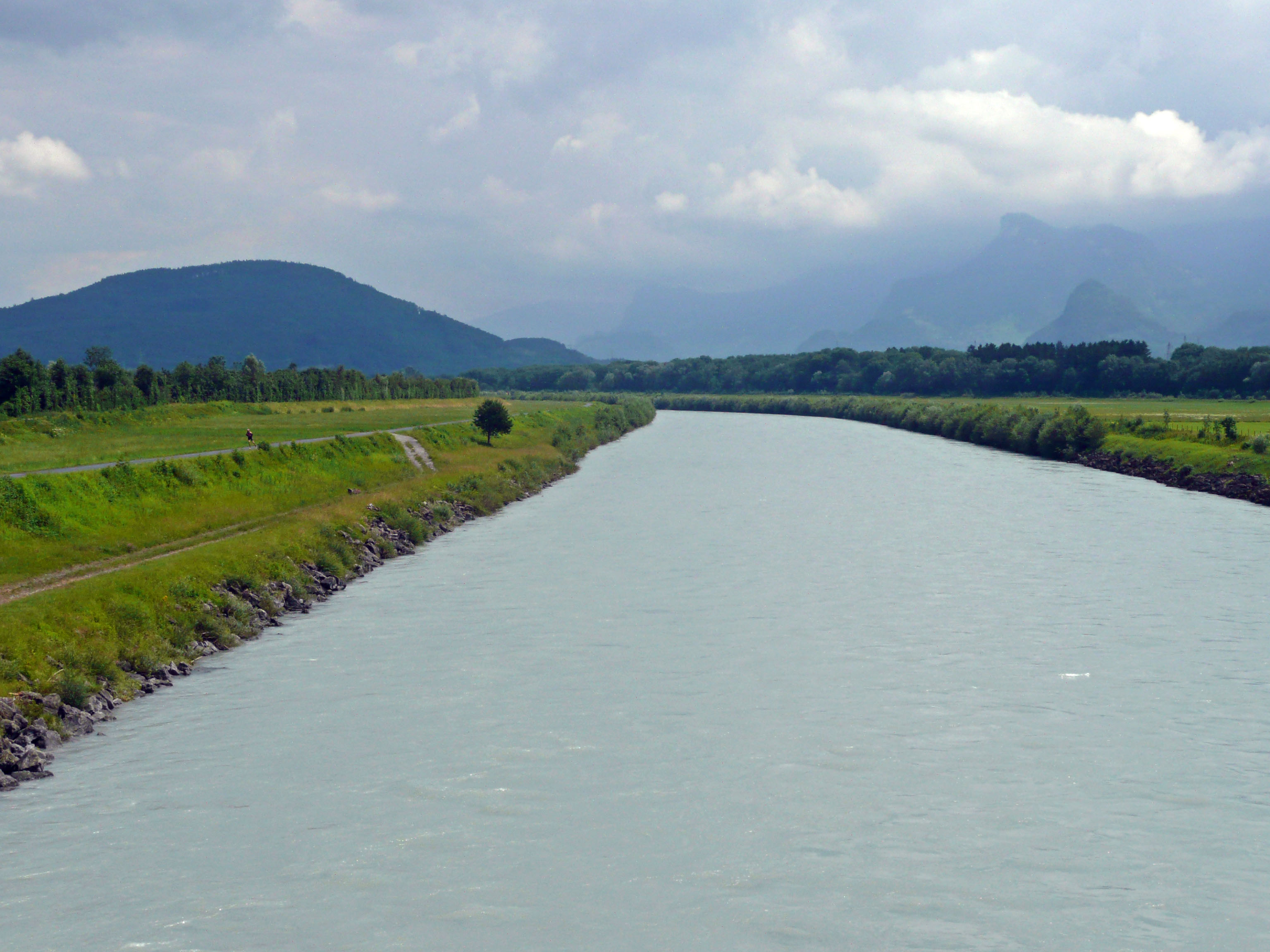
Rhein bei Meiningen (Feldkirch)

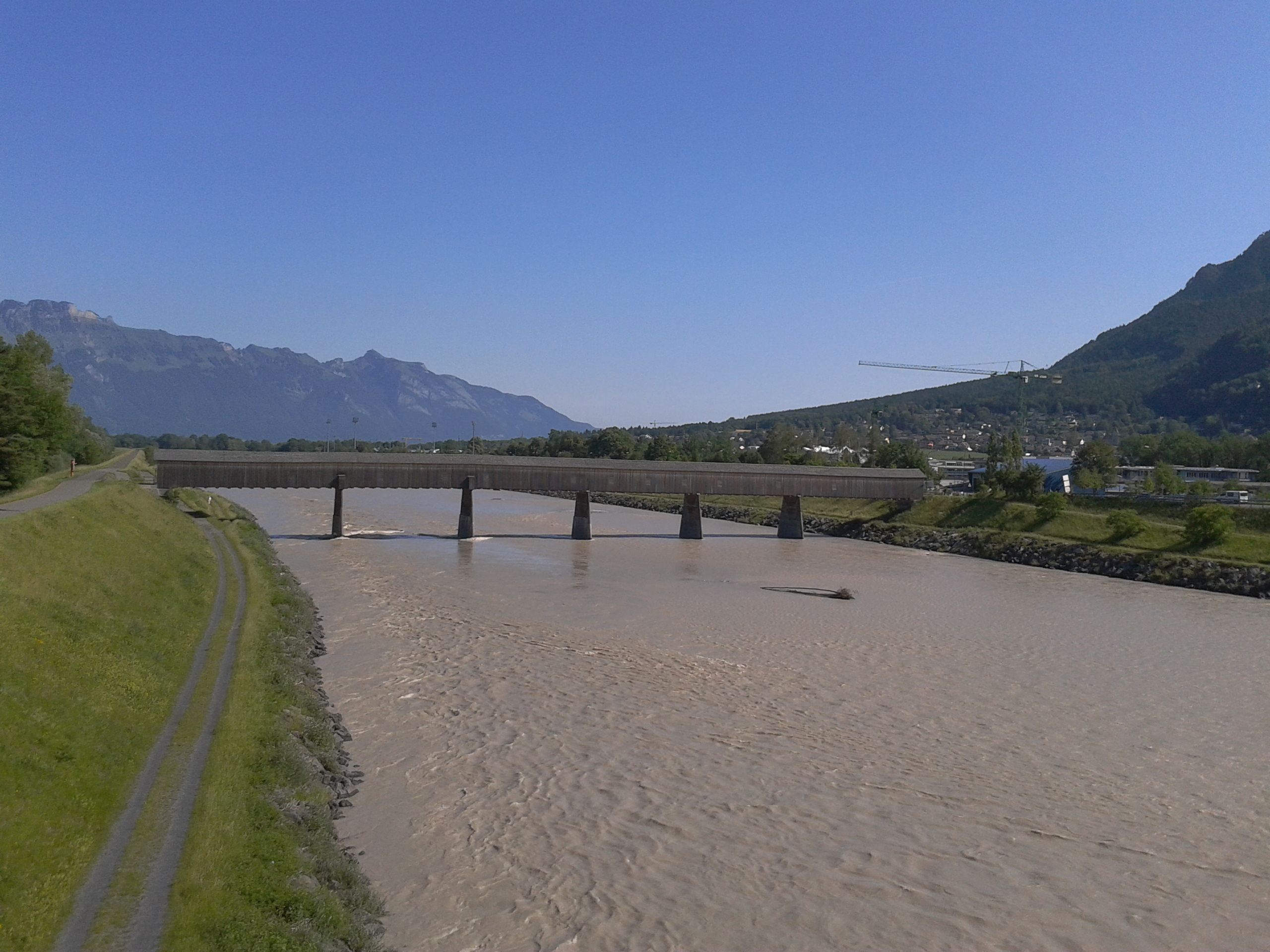
Bei Vaduz (Liechtenstein), flussabwärts gesehen

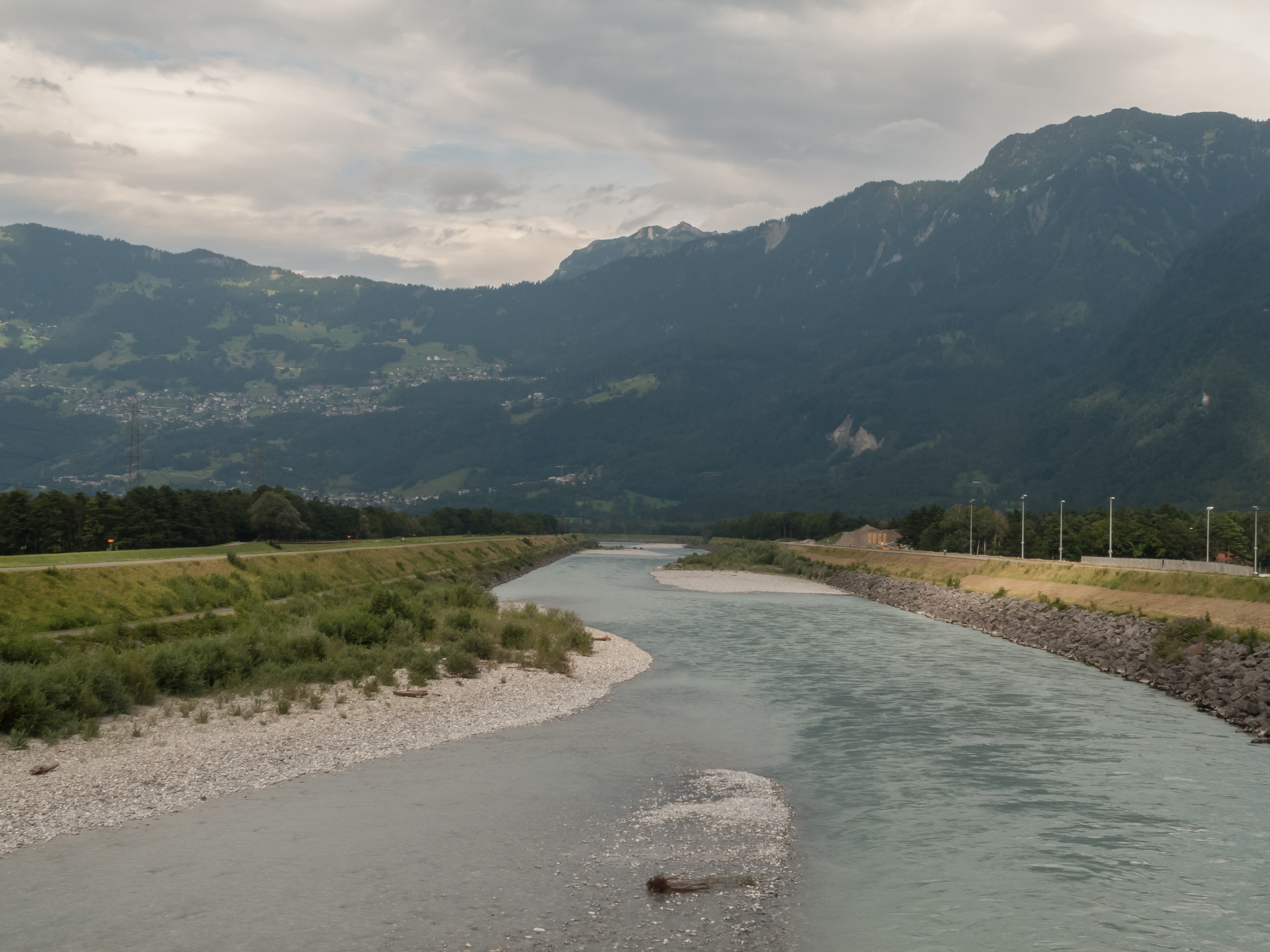
Rhein bei Balzers/Trübbach

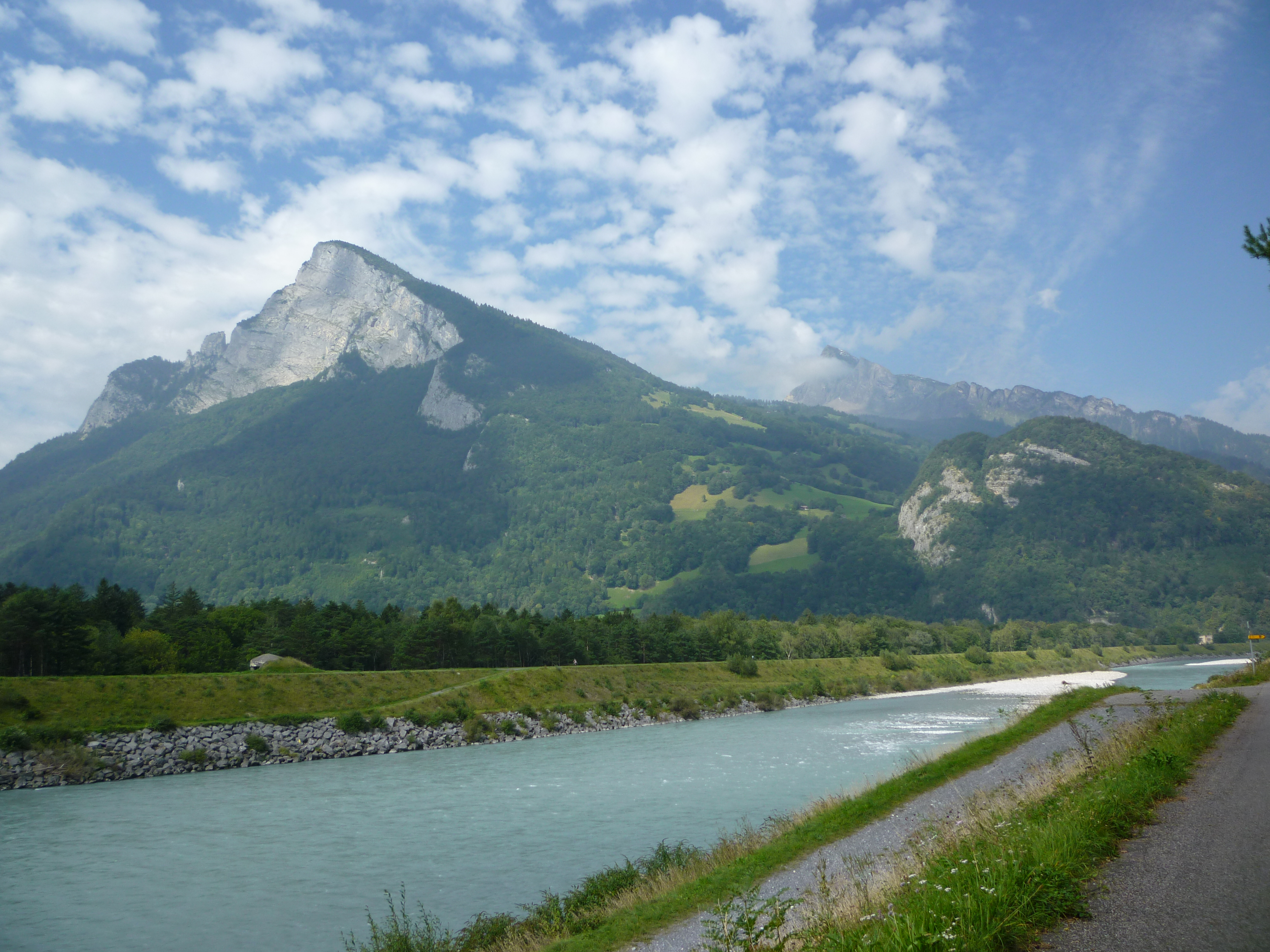
Der Fluss bei Balzers mit Blick auf Alvier und Gonzen

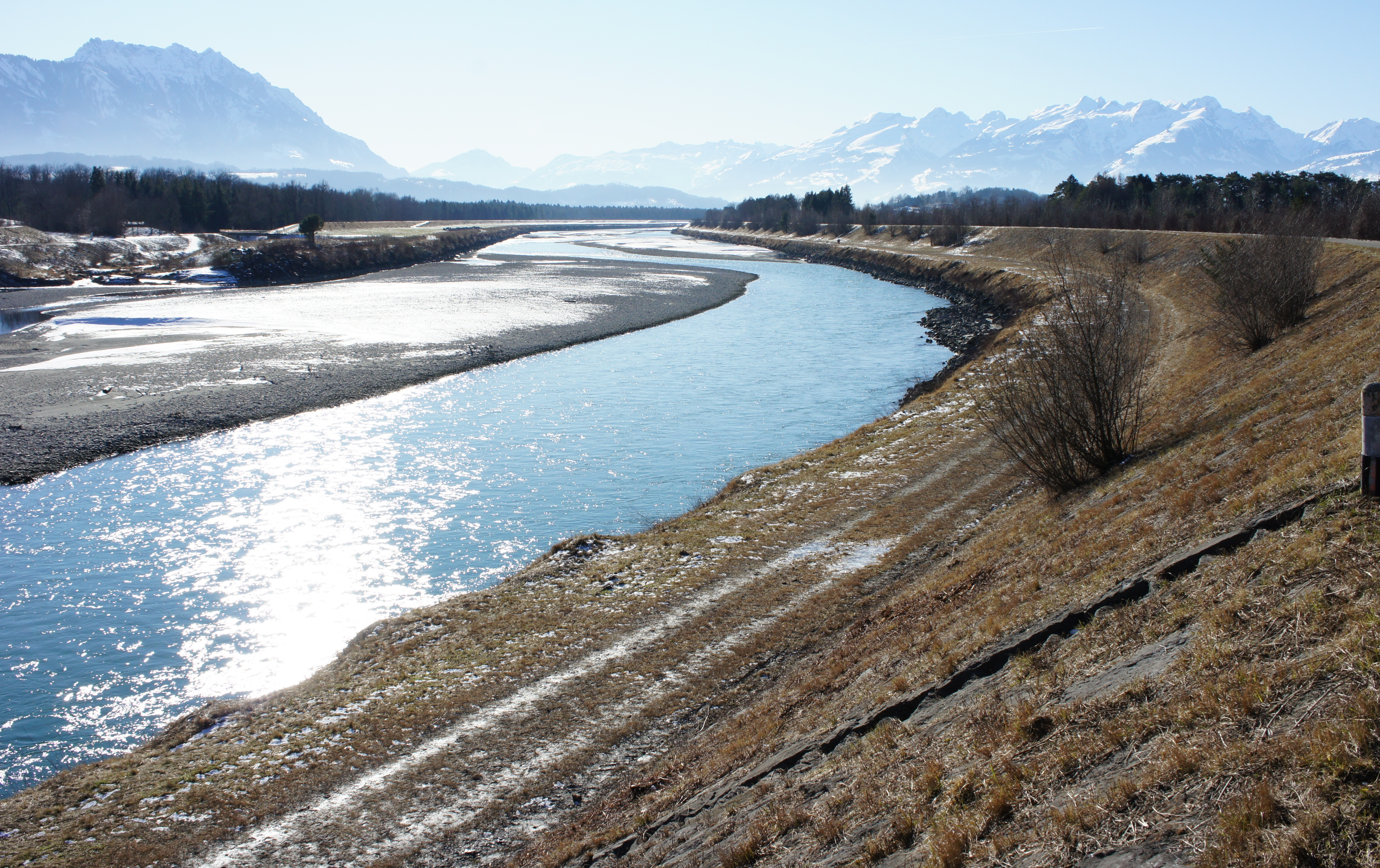
Rhein bei Rüthi. So sähe in etwa die Minimalvariante aus, Renaturierung und Revitalisierung ohne größere Eingriffe. Im Hintergrund die Drei Schwestern (links) und der Alvier (rechts).

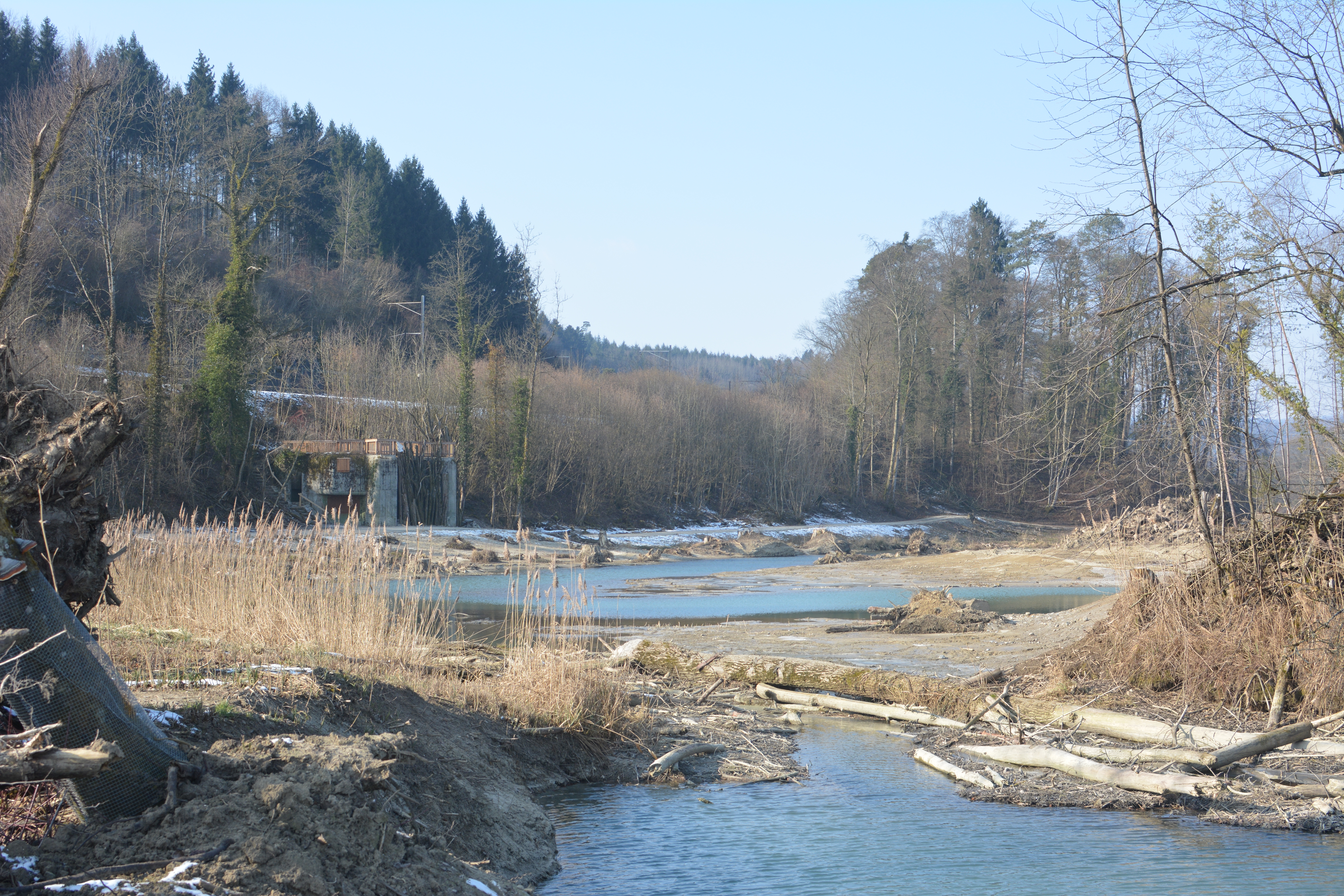
So könnte die Maximalvariante aussehen (Beispiel): Der unterste Teil des im Rahmen des Auenrenaturierungsprojekts „Chly Rhy“ renaturierten Seitenarms des Rheins.

Die Rheinaufweitung (auch Rheinausweitung) ist eine vorgeschlagene Maßnahme zur Revitalisierung und Renaturierung des Alpenrheins und gleichzeitig zur Verstärkung der Hochwassersicherheit durch Erhöhung der Abflusskapazität. Mit dem Entwicklungskonzept Alpenrhein (EKA), das von den Regierungen der drei Anrainerstaaten (Österreich, Schweiz und Liechtenstein) im Jahr 2005 im Rahmen der Internationalen Regierungskommission Alpenrhein verabschiedet wurde, sind bereits zahlreiche Aufweitungen entlang des Alpenrheins angedacht und Grundlage für Planungen bzw. Ausführungen.

## Argumente

### Pro Rheinaufweitung
- Höhere Transportkapazität für Wasser,
- Schwallreduktion und Hochwasserspitzenminderung,
- Verhinderung weiterer Eintiefungen und Auflandungen des Rheins, vor allem durch das verringerte Geschiebetransportvermögen vor allem in den langen Eintiefungsstrecken oberhalb von Buchs (Geschiebemanagement),
- Verbesserung und Schaffung neuer Lebensräume für Pflanzen und Tiere sowie größere Artenvielfalt und Nutzung für die (schonende) Fischerei durch Wiederherstellung der Passierbarkeit für Fische im Alpenrhein selbst und in die Zuflüsse sowie neuer Lebensraum für Vögel,
- Schaffung eines neuen Naherholungsraumes für die Bewohner des Alpenrheintals, Attraktivität auch für den Tourismus,
- Anhebung der Qualität des Grundwassers,
- Verringerung der Wassertrübung im Fluss.

### Kontra Rheinaufweitung
- Zerstörung bestehender landwirtschaftlicher Strukturen und Flächen,
- Bodenverbrauch zu Lasten der Landwirtschaft,
- mögliche Nebelbildung,
- Kosten derzeit nicht abschätzbar,
- Gefahr von Hochwasser durch Verklausungen,
- Langfristige Schäden an bestehender Bausubstanz durch Erhöhung des Grundwasserspiegels.

### Wirtschaftliche Auswirkungen von Rhesi
In der Schweiz wird die wirtschaftliche Auswirkung des Hochwasserschutzprojekts „Rhesi“ sehr positiv gesehen. Es würden mehrere hundert Stellen geschaffen und positive Auswirkungen für die Wertschöpfung entstehen.
Bei der Einschätzung der wirtschaftlichen Auswirkungen des Hochwasserschutzprojekts „Rhesi“ hat das österreichische Landwirtschaftsministerium diese hingegen sehr negativ gesehen. Dem Nationalrat wurde ursprünglich mitgeteilt, dass „Rhesi“ ab 2027 zu Wertschöpfungsverlusten und Stellenverlusten führen würde. Am 20. Juni 2024 hingegen hat der Landwirtschaftsausschuss des Nationalrats „Rhesi“ einstimmig zugestimmt und bei der wirkungsorientierte Folgenabschätzung (WFA) zum Projekt wurde dann festgestellt, dass genau das Gegenteil eintreten würde und es insgesamt sehr positive Effekte durch die Erhöhung des Hochwasserschutzes geben werde. Das Landwirtschaftsministerium gibt an, beim Ausfüllen der WFA sei ein Fehler passiert.

## „Rhesi“
Mit dem Hochwasserschutzprojekt Rhesi („Rhein – Erholung und Sicherheit“) soll die erste große Etappe der Umsetzung des Entwicklungskonzepts Alpenrhein realisiert werden. Durch Behebung der aktuellen Defizite, insbesondere die Hochwassergefährdung im Abschnitt unterhalb der Illmündung, soll die Voraussetzung für eine nachhaltige regionale Entwicklung geschaffen werden. In den nächsten Jahren soll die Kapazität der Flutungsräume auf mindestens 4300 m³/s (HQ 300) ausgebaut werden, indem unter anderem dem Rhein innerhalb der bestehenden Außendämme mehr Raum gegeben wird.
Diese Maßnahmen sind vielen Fachleuten und Bewohnern des Rheintals nicht ausreichend und auch oberhalb der Illmündung bei Feldkirch sollen weiterreichende Maßnahmen zur Revitalisierung etc. getroffen werden.
Geplant wird Rhesi von der Internationalen Rheinregulierung.

### Zeitplan
Der Zeitplan (Projektplan) für die Umsetzung des Projektes ist auf mehrere Jahrzehnte angesetzt:
- 2012 bis 2017: Variantenuntersuchung, Prüfung und Planung von zehn verschiedenen Ausbauvarianten;
- 2017 bis 2018: Auswahl der Bestvariante – generelle Projektplanung;
- 2016 bis 2018: Öffentliche Diskussionen mit Gemeinden, NGOs, Interessensverbänden etc.;
- Frühjahr 2018: generelles Projekt auf Grundlage eines Staatsvertrages;
- ab 2019: Detailplanung
- 2019 bis 31. Dezember 2022: Versuchsaufbauten mit Rheinmodell in Dornbirn zur Abschätzung der zukünftigen Entwicklung des Alpenrheins, Probebohrungen zur Verlegung von Grundwasserbrunnen, teilweise  bereits Verlegung von Grundwasserbrunnen aus dem Rheinvorland (Überschwemmungsgebiet); weitere Modellversuche an der ETH Zürich (Ufersicherung) und TU Wien (Brückensicherung);[7]
- ab 2021: Verhandlungen und Ratifizierung des Staatsvertrages zu den Änderungen der Abflussbedingungen des Alpenrheins;
- öffentliche Präsentation des Genehmigungsprojektes;
- Durchführung der erforderlichen Verwaltungsverfahren in der Schweiz und Österreich;
- Bauphase (etwa 20 Jahre ab Baubeginn).

### Kosten
Geschätzt werden die Kosten für den Bau, Organisation und Erhalt des Hochwasserschutzprojektes (Preisbasis 31. Dezember 2021) auf etwa CHF 2,16 Milliarden, wovon Österreich bzw. die Schweiz je etwa die Hälfte zu tragen haben. Zu unterschiedlich Kosten für beide Staaten kommt es durch unterschiedliche Umsatzsteuersätze und verschieden hohe Teuerung. Alleine die Teuerung soll bis 2052 rund CHF 496 Millionen betragen.

### Modellversuch

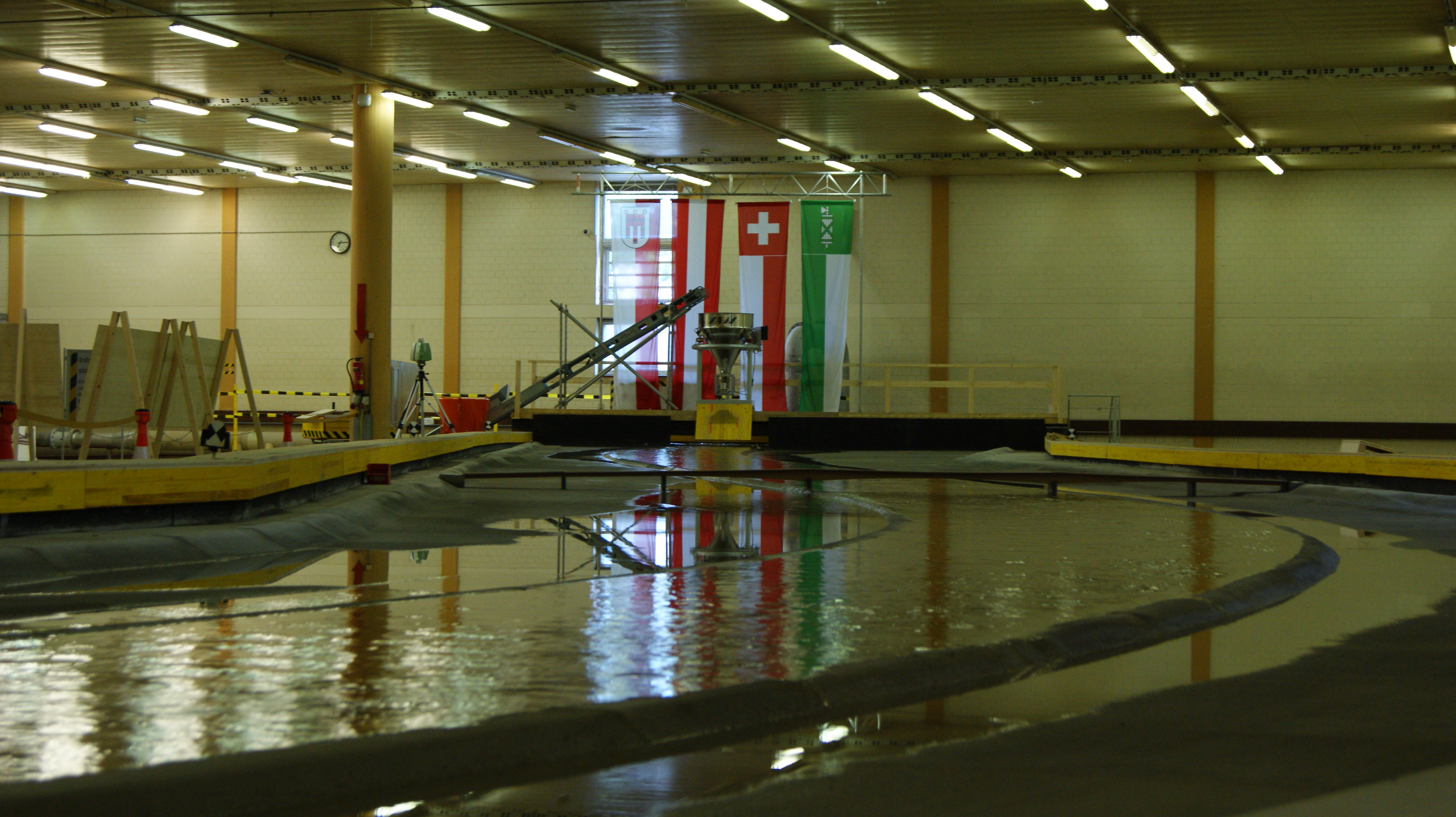
Rhesi-Versuchsanlage in Dornbirn

In einer 4700 m² großen Halle in Dornbirn bei der Fachhochschule wurde von der Internationalen Rheinregulierung ein relevanter, fünf Kilometer langer Abschnitt des Alpenrheins als physikalisches Modell im Maßstab 1:50 nachgebaut, um wasserbauliche Modellversuche für das Hochwasserschutzprojekt Rhesi durchzuführen. Die Versuchsanlage wurde im März 2019 in Betrieb genommen, am 15. Juni 2019 eröffnet, lädt zu Führungen ein und sollte bis Sommer 2022 laufen.
In einem ersten Versuchsaufbau (Frühjahr 2019 bis Herbst 2020) wurde ein fünf Kilometer langer nördlicher Streckenabschnitt des Rheins von Widnau bis Höchst – die engste Stelle für Hochwässer –  modelliert, im zweiten Aufbau ein etwa 20 km flussaufwärts gelegener Abschnitt von Oberriet bis Koblach (Winter 2020 bis Sommer 2022) – der breiteste Bereich.
Das Verhalten wurde in der Natur durch Vermessungen beobachtet. Die Versuchsanlage wird auf analoges Verhalten eingestellt und kann dann der Simulation von Vorgängen nach gestalterischen Eingriffen bei verschiedenen Wasserführungen dienen. Charakteristisch ist, dass sich im Modell im räumlichen Maßstab 1:50 Vorgänge zeitlich viel schneller zeigen und Hochwässer gezielt simuliert werden können.
Diese Erkenntnisse sollen in die weitere Planung einfließen und das Projekt wirtschaftlich und technisch optimieren helfen.
Der Modellversuch wurde von der ETH Zürich konzipiert, die bereits 1938 solche Versuche für den Rhein durchgeführt hat. Die technischen Fragen, die geklärt werden sollen:
- Verhalten des Alpenrheins bei Querschnittsänderungen
  - Wo entstehen Anlandungen (Kiesbänke)?
  - Wo entstehen Tiefstellen (Kolke), und wie tief reichen diese in die Sohle?
- Böschungssicherung und Uferschutz
  - Wie tief muss das Ufer mit Wasserbausteinen vor Erosion gesichert werden?
  - Wie kann oder muss ein gesichertes Ufer gestaltet werden?
- Brückenbauwerke
  - Wie können Tiefstellen (Kolke) bei Brückenpfeilern gesichert werden?
  - Wie groß ist die Schwemmholzmenge bei den Brücken im Hochwasserfall?[10]

Gegenüberstellung Realität – Modell
|                                | Alpenrhein                 | Modellanlage | Maßeinheit    |
| ------------------------------ | -------------------------- | ------------ | ------------- |
| Abschnittslänge                | 5000                       | 100          | Meter         |
| Abschnittsbreite               | 450 bis 550                | 7 bis 11     | Meter         |
| Mittelwasserdurchfluss         | 150.000 bis 200.000        | 8 bis 11     | Liter/Sekunde |
| Hochwasser (HQ100)             | 3.100.000                  |              | Liter/Sekunde |
| Hochwasser (HQ300)             | 4.300.000                  | rund 240     | Liter/Sekunde |
| Rheinkies, Korngröße im Mittel | 25 bis 30                  | rund 1       | Millimeter    |
| Rheinkies Grösstkorn           | rund 120                   | 2,4          | Millimeter    |
| Geschiebefrachten (HQ300)      | 21.000.000 bis 100.000.000 | 148 bis 800  | Liter         |
| im Zeitraum von                | 7                          | 1            | Tag(e)        |

- HQ100 = 3100 m3/s 100-jährliches Hochwasser – Dammauslegung bisher
- HQ300 = 4300 m3/s 300-jährliches Hochwasser – geplante Auslegung

Derzeit hat ein 300-jährliches Hochwasser ein Schadenspotential von 11 Milliarden Euro. Die angestrebte Umgestaltung soll gemäß IRR eine  Wirkungsdauer von 50 bis 100 Jahre haben.

### „Rhesi“-Ausstellung
Seit September 2023 gibt es im Rahmen des Museum Rhein-Schauen in Lustenau (Vorarlberg) die „Rhesi“-Ausstellung. Dabei werden Details zur Rheinaufweitung gezeigt und Führungen angeboten.

### Versuchsdamm in Meiningen
Bis Ende April 2024 wurde mit 300.000 € Kosten ein 30 m langer Versuchsdamm unter Mitverwendung von lokal gewonnenem Material (sog. Lettn, mit Zusatz von 3–5 % Kalkpulver, als Teil des Dammkerns) errichtet. Damit wird versucht Lkw-Transport und Kosten zu sparen. Der Damm wird mit breiterer Krone und flacheren Böschungen gestaltet.

## Staatsvertrag 2024
Am 17. Mai 2024 unterzeichneten die österreichische Wasserwirtschaftsminister Norbert Totschnig und der Schweizer Bundesrat Albert Rösti auf der Wiesenrainbrücke den vierten Staatsvertrag zum Hochwasserschutz am Alpenrhein – nach den Staatsverträgen von 1892, 1924 und 1954.

## Zustimmung der Bevölkerung
Die Zustimmung in Liechtenstein, Österreich und der Schweiz ist dabei zu diesen weitergehenden Maßnahmen unterschiedlich.
Gemäß einer Umfrage des Liechtenstein-Instituts bzw. des WWF soll sich die Mehrheit der Anrainer des Alpenrheins für die Rheinaufweitung und umfassenden Revitalisierung aussprechen. Die Qualität der Umfrage wird von der Politik in Frage gestellt und ein Großteil der Politiker in Liechtenstein sehen die Rheinaufweitung, jedoch aus verschiedenen Gründen, nicht als realistisch an.

## Beispiele
Von den Befürwortern der Aufweitung des Alpenrheins werden andere sehr erfolgreiche Revitalisierungsprojekte herangezogen, wie z. B.
- die revitalisierte Thur,
- die aufgeweitete Limmat auf dem Gebiet von Zürich,
- die Isar in München,

oder bestehende ökologisch wertvolle Flächen, wie die Mastrilser Auen bei Landquart bzw. solche, wie die Rheinaufweitung Chur-Felsberg, zur Verhinderung der weiteren Eintiefung des Alpenrheins durch Verringerung der Fließgeschwindigkeit.

### Organisationen und Projekte
- Internationale Rheinregulierung (IRR)
- Rhesi
- Umweltplattform Lebendiger Alpenrhein
- Zukunft Alpenrhein
- private Initiative Rheinraus
- Werkstatt faire Zukunft

### Artikel
- Konzepte und Berichte zur Zukunft des Alpenrheins,
- Entwicklungskonzept Alpenrhein, Kurzbericht Dezember 2005
- Der Rhein: Höher, langsamer, breiter?, LIEWO, 3. Juli 2016
- Alpenrhein: Aufweitungen jetzt anpacken, bau:zeit, S. 8 ff.
- Entwicklungskonzept Alpenrhein, Dezember 2005
- Umwelt : Experten tüfteln am Modellversuch Rhesi orf.at, 16. Oktober 2019 – mit Video vom Versuch

### Video
- Rhesi. Der Film
- Rhesi – Erholung und Sicherheit
- Natur und Erholung: So könnte der Alpenrhein aussehen!,
- Aufweitungen am Alpenrhein: so sieht die Zukunft aus! (Version Liechtenstein)
- Rhesi wird in Dornbirner Halle nachgebaut, youtube.
- Schweiz Aktuell (SRF) besucht die Modellversuchshalle Rhesi, youtube.